# BBC National Short Story Award
Il BBC National Short Story Award è un riconoscimento letterario assegnato annualmente al miglior racconto di autore britannico.
Tra i più prestigiosi e ricchi premi riservati a un singolo racconto, riconosce al vincitore 15000 sterline oltre alla pubblicazione in un'antologia presso l'editore Comma Press, mentre per ciascuno dei finalisti il premio è di 600 sterline.
Destinato esclusivamente ad autori britannici, nel 2012 ha eccezionalmente aperto le iscrizioni a tutte le nazioni assegnando la vittoria allo scrittore bulgaro Miroslav Penkov.

## Albo d'oro
- 2006 – An Anxious Man, James Lasdun
- 2007 – The Orphan and the Mob, Julian Gough
- 2008 – The Numbers, Clare Wigfall
- 2009 – The Not-Dead and the Saved, Kate Clanchy
- 2010 – Tea at the Midland, David Constantine
- 2011 – The Dead Roads, D. W. Wilson
- 2012 – East of the West, Miroslav Penkov
- 2013 – Mrs Fox, Sarah Hall
- 2014 – Kilifi Creek, Lionel Shriver
- 2015 – Briar Road, Jonathan Buckley
- 2016 - Disappearances, K. J. Orr
- 2017 - The Edge of the Shoal, Cynan Jones
- 2018 - The Sweet Sop , Ingrid Persaud[5]
- 2019 – The Invisible, Jo Lloyd
- 2020 – The Grotesques, Sarah Hall[6]
- 2021 – All the People Were Mean and Bad, Lucy Caldwell[7]
- 2022 – Blue 4eva, Saba Sams[8]
- 2023 – Comorbidities, Naomi Wood[9]
- 2024 – Ghost Kitchen, Ross Raisin[10]